# الهانیایا
الهانیایا (به لاتین: Elhanyaya) یک منطقهٔ مسکونی در سری‌لانکا است که در استان مرکزی (سری‌لانکا) واقع شده‌است.